# 巨陵镇
巨陵镇，是中华人民共和国河南省漯河市临颍县下辖的一个乡镇级行政单位。

## 行政区划
巨陵镇下辖以下地区：
巨陵村、刘庄村、张庄村、孟庄村、娄庄村、油坊陈村、李庄村、纺车刘村、韩庄村、柿元王村、邰庄村、梁李村、杨林村、大段村、武路口村、伍极桥村、王庄村、豢龙村、潘庄村、拐子李村、马庙村、观街村、英王村、齐庄村和来脉张村。